# Социалистическая партия труда (Румыния)
Социалистическая партия труда (рум. Partidul Socialist al Muncii) — румынская политическая партия 1990—2003, созданная представителями бывшей номенклатуры РКП. Стояла на позициях неокоммунизма и левого национализма. Считалась неофициальным преемником чаушистской РКП. Выступала в альянсе с правящей СДП и националистическими партиями. С 1992 по 1996 была представлена в парламенте. В 2003 разделилась между СДП и ПСА. Основатель — Илие Вердец.

## Партия наследников РКП
После революционного свержения режима Николае Чаушеску в Румынии установилась многопартийная система. Однако Румынская коммунистическая партия (РКП), отождествляемая с тоталитарной диктатурой, культом личности Чаушеску и недавним кровопролитием, в январе 1990 объявлена вне закона. Значительные социальные группы, привилегированные во времена СРР, нуждались в политическом представительстве. Эту роль взяла на себя Социалистическая партия труда (PSM, СПТ), учреждённая 16 ноября 1990. Первая публичная акция — уличное возложение цветов — была проведена 13 декабря.
Основателем СПТ выступил бывший член Политисполкома (Политбюро), секретарь ЦК РКП и премьер-министр СРР Илие Вердец. Высокопоставленный функционер свергнутого режима, Вердец всё же не принадлежал к ближнему кругу диктатора и не воспринимался как однозначный «чаушист». Было известно о его противоречиях с Еленой Чаушеску. Вердец не был прямо причастен к репрессиям, высказывался за более сильную социальную политику. После революции он отмежевался от коммунистической идеологии, позиционировался как носитель левой демократической альтернативы.
В партию Вердеца вступали бывшие функционеры и активисты РКП. Потенциально это был немалый кадровый и электоральный резерв (к концу 1980-х в РКП состояли около 4 миллионов румын). В то же время партия приложила усилия, чтобы имиджево отгородиться от РКП. Главным морально-политическим авторитетом СПТ являлся 95-летний ветеран коммунистического движения Константин Пырвулеску (скончался в 1992) — левый диссидент, резко и публично критиковавший Чаушеску. Но в партии присутствовало и ортодоксально-чаушистское крыло, которое представлял бывший министр внутренних дел СРР и генерал Секуритате Ион Стэнеску. Бывший премьер-министр Ион Георге Маурер отказался от приглашения принять участие в СПТ из-за своего преклонного возраста.
В своей программе СПТ позиционировалась как левая партия-продолжательница лучших традиций румынского рабочего движения. Идеология представляла собой один из вариантов демократического социализма. Партия выдвигала социальные требования, напоминала о социальных достижениях времён СРР (особенно в части жилищного строительства). В условиях экономического кризиса это встречало определённый отклик. СПТ признавала демократические принципы, и это позволило получить регистрацию в январе 1992.
Партийная доктрина основывалась на неокоммунизме и левом национализме (националистические тенденции проявлялись ранее и в политике Чаушеску), при этом упор делался на том, что она представляет левый национал-патриотизм. Но по оценкам большинства комментаторов, формальные заявления и лозунги не имели решающего значения. Реальная роль СПТ состояла в политической адаптации той части номенклатуры РКП, которой не нашлось места в системе власти первых послереволюционных лет. При этом выражались сомнения, сможет ли малоудачливый в политике Вердец изменить это положение.

## Результаты на выборах
Большая часть бывшей номенклатуры поддерживала президента Иона Илиеску, Фронт национального спасения и Социал-демократическую партию (СДП). Опасность эти силы усматривали в радикальных антикоммунистах, прежде всего партиях национал-либералов и национал-цэрэнистов. Поэтому на выборах 1992 СПТ выступила в альянсе с правящей СДП (тогда — Демократический фронт национального спасения). К ним примкнули национал-популистская Великая Румыния и национал-консервативная Румынская партия национального единства. Из-за преобладания посткоммунистических формаций коалиция получила название «Красный квадрат».
Выборы принесли успех «Красному квадрату». Относительно успешно выступила и СПТ: почти 300 тысяч голосов (3 %) в палату депутатов, почти 350 тысяч (около 3,5 %) в сенат. Партия сформировала парламентскую фракцию из 13 депутатов и 5 сенаторов.
В дальнейшем электоральные результаты снизились. На выборах 1996 за СПТ голосовали немногим более 260 тысяч избирателей (2,1 %). Более удачно — 4,5—6 % выступила партия на муниципальном уровне, но парламентское представительство было потеряно. На выборах 2000 за СПТ проголосовали немногим более 90 тысяч избирателей (примерно 0,8 %).
Дважды — в 1996 и в 2000 — СПТ выдвигала своего кандидата на президентских выборах. В 1996 это был известный поэт Адриан Пэунеску, уже бывший сенатором предыдущего созыва от партии, в 2000 — бывший функционер румынского комсомола Ион Сасу. Пэунеску занял девятое место из шестнадцати кандидатов (87 тысяч голосов, 0,7 %), Сасу — одиннадцатое место из двенадцати кандидатов (38 тысяч голосов, 0,3 %).

## Расколы и прекращение
Радикальные неокоммунисты с самого начала критиковали «оппортунизм» Вердеца. Уже в 1992 из СПТ вышла ультралевая группа Флориана Петреску. В 1995 отделились националисты Тудора Мохоры, создавшие собственную Социалистическую партию. В 1999 Илие Вердец оставил председательство. Новым лидером СПТ стал Ион Сасу.
Под руководством Сасу партийная доктрина сместилась с левой риторики на националистическую, а отчасти даже православную. Одновременно была взята установка на «единство левых сил» — то есть блокирование с партией Илиеску. Резко обострились внутрипартийные конфликты. Идейные коммунисты обвиняли Сасу в правом уклоне и беспринципных сговорах с властями ради административных постов и депутатских мандатов. Сасу ответил кадровой чисткой, исключениями радикалов.
7 июля 2003 премьер-министр Адриан Нэстасе от СДП и Ион Сасу от СПТ заключили соглашение о вступлении СПТ в СДП. При этом констатировалась общность социал-демократического мировоззрения и стремления в Европейский союз. Самостоятельное существование СПТ прекратилось. Ион Сасу стал заместителем председателя СДП (впоследствии перешёл в «Великую Румынию»).
Радикальные члены СПТ не приняли объединения. Бухарестская городская организация устами своих лидеров заявляла о социалистичности своей идеологии и неприемлемости вступления в СДП с её либеральной политикой. Решение Сасу объяснялось исключительно карьерными соображениями. В итоге неокоммунисты и леворадикалы, в том числе отставной генерал Стэнеску, учредили свою Партию социалистического альянса.